# Tentazioni di sant'Antonio Abate (Annibale Carracci)
Le tentazioni di sant'Antonio abate  è un dipinto di Annibale Carracci.

## Storia
Documentato presso i Borghese dal 1650, il dipinto è elogiativamente descritto dal Bellori con queste parole: «Di suprema lode è degno il piccolo rame nella Villa Borghese Santo Antonio afflitto da mostruosi demoni, giacente con le braccia aperte verso il Signore che apparisce in suo aiuto» (Le vite de' pittori, scultori et architetti moderni, 1672).
Acquistato da un collezionista inglese nel corso dell'Ottocento, fu poco dopo donato alla National Gallery di Londra, sede attuale dell'opera.

## Descrizione e stile
Il dipinto fonde due momenti dell'agiografia di sant'Antonio abate: quello delle tentazioni demoniache da lui subite e quello successivo in cui, mentre egli si chiede dove fosse il Signore durante questa sua tribolazione, Cristo gli compare confermandogli di non averlo mai abbandonato. Infatti, in alto a destra nella composizione appare Gesù sorretto da una schiera angelica.
Si segnala nel dipinto l'inquietudine che trasmettono le figure demoniache, per le quali, verosimilmente, Annibale si è rifatto a modelli fiamminghi, seguendo un canone compositivo ormai consolidato di cui un buon esempio può essere visto in un’incisione di Antonio Tempesta.
Nella figura del santo è stato colto un rimando alla posizione di Adamo nell'affresco della Creazione di Michelangelo nella Cappella Sistina.
Il rame londinese è pienamente esemplificativo della capacità di Annibale di creare, anche in dipinti di piccolo formato, composizioni di impianto monumentale.

## Galleria d'immagini

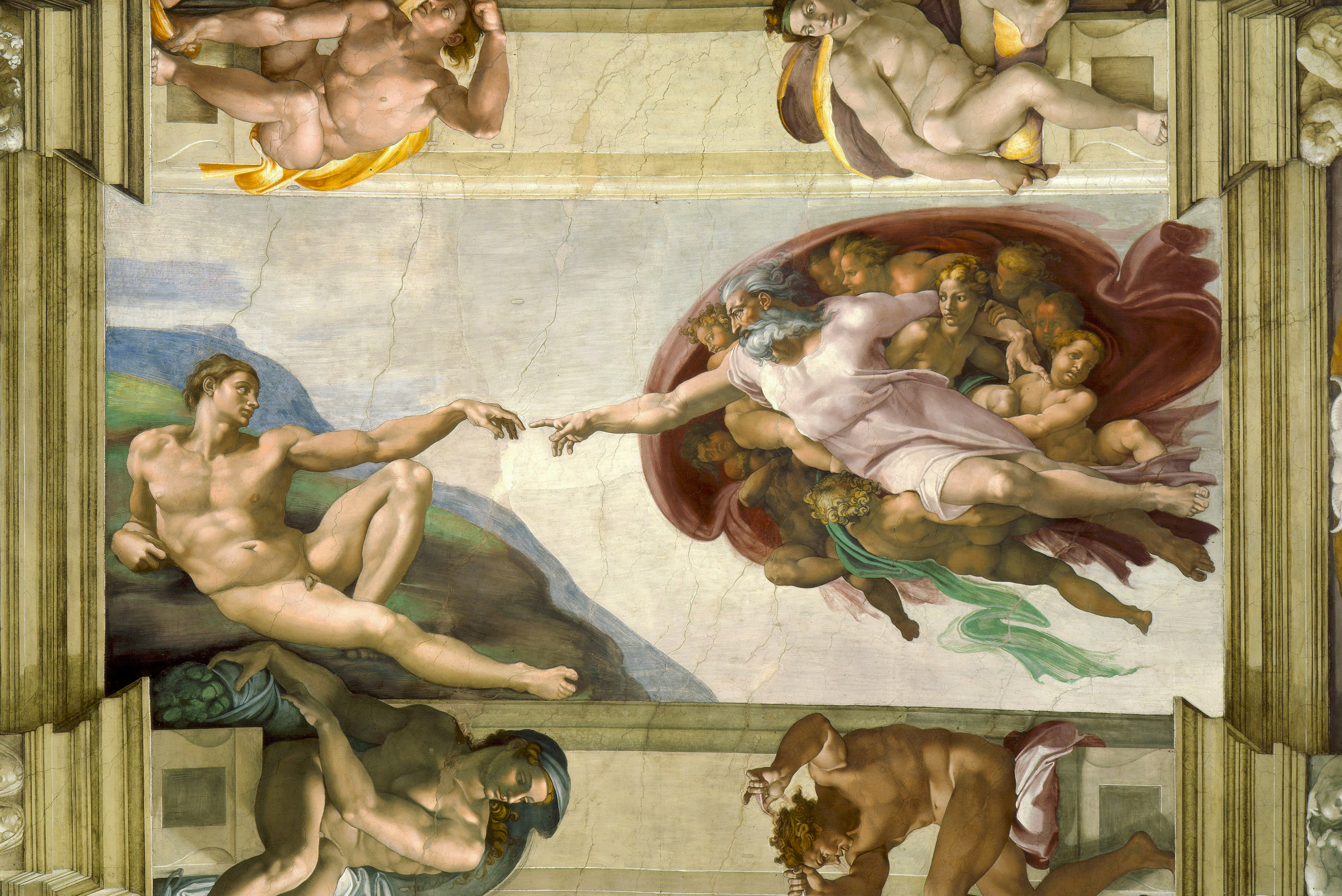
Michelangelo, Creazione di Adamo, 1511 ca., Città del Vaticano, Cappella Sistina